# Jerzy Skolimowski (roddare)
Jerzy Walerian Skolimowski, född 9 december 1907 i Łuków, död 12 februari 1985 i London, var en polsk roddare.
Skolimowski blev olympisk silvermedaljör i tvåa med styrman vid sommarspelen 1932 i Los Angeles.